# Meadville Lombard Theological School
La Meadville Lombard Theological School, située à Chicago, est l'une des deux universités américaines confessionnelles unitariennes universalistes de théologie. Elle fut fondée en 1844 à Meadville en Pennsylvanie et affiliée à l'Université de Chicago (1926) où elle s'installe en 1930 et fusionne avec le Lombard College.